# Nicky Hunt
Nicholas Brett "Nicky" Hunt (ur. 3 września 1983 w Westhoughton, Wielki Manchester) – angielski piłkarz występujący na pozycji prawego obrońcy w Accrington Stanley.

## Kariera klubowa
Hunt jest wychowankiem Boltonu Wanderers. Zadebiutował 6 maja 2001 roku w zremisowanym 1:1 spotkaniu z Sheffield United. Był to jego jedyny występ w sezonie 2000/2001. Rok później nie wystąpił w żadnym meczu, zaś w sezonie 2002/2003 zagrał w dwóch spotkaniach Pucharu Anglii. Podstawowym piłkarzem Boltonu został w sezonie 2003/2004, kiedy to zagrał w 31 spotkaniach ligowych, strzelając jedną bramkę (7 lutego w meczu z Liverpoolem). W sezonie 2005/2006 doznał kontuzji nogi, która wykluczyła go z gry na dwa miesiące. 30 sierpnia 2007 roku podpisał nowy, czteroletni kontrakt z klubem, wiążący go z klubem do 2011 roku.
3 listopada 2008 roku został wypożyczony na miesiąc do Birmimgham City. Zadebiutował w ten sam dzień w przegranym 0:1 pojedynku z Coventry City. 8 grudnia jego okres wypożyczenia został przedłużony o kolejny miesiąc. Ostatecznie do Boltonu powrócił 30 grudnia. W tym czasie zagrał w 11 ligowych meczach.
W styczniu 2010 roku został wypożyczony na jeden miesiąc do Derby County. Poł roku później podpisał dwuletni kontrakt z klubem Bristol City.

## Kariera reprezentacyjna
W latach 2004–2005 grał w reprezentacji Anglii do lat 21, w której rozegrał 10 spotkań. Zadebiutował w niej w lutym 2004 roku w spotkaniu przeciwko Holandii.